# Thinodromus pilosellus
Thinodromus pilosellus är en skalbaggsart som beskrevs av Eduard Eppelsheim 1890. Thinodromus pilosellus ingår i släktet Thinodromus och familjen kortvingar. Inga underarter finns listade i Catalogue of Life.